# Битва израильтян с аморреями (картина)
«Битва израильтян с аморреями» — картина французского художника Никола Пуссена из собрания Пушкинского музея.
Картина иллюстрирует очень редкий в изобразительном искусстве сюжет, описанный в ветхозаветной Книге Иисуса Навина — израильтяне, придя в Ханаан, стали завоевывать эту землю. Показано одно из ключевых сражений этой войны — войскам Иисуса Навина под Гаваоном противостоит армия царя иерусалимского Адониседека, сам Иисус Навин в решительный момент боя «сказал пред Израильтянами: стой, солнце, над Гаваоном, и луна, над долиною Аиалонскою! И остановилось солнце, и луна стояла, доколе народ мстил врагам своим» (Нав. 10:10—13).
Предполагается, что картина написана Пуссеном около 1624—1625 годов в Риме и является одной из первых работ его итальянского периода. В старинной литературе находятся сведения о двух не дошедших до наших дней письмах Пуссена, написанных в самом начале его пребывания в Италии, в которых упоминается о двух батальных полотнах, которые художник вынужден был продать. Продажа картин связывается с тем, что покровитель Пуссена поэт Джамбаттиста Марино в марте 1625 года скоропостижно скончался, а кардинал Антонио Барберини, к которому Пуссен имел рекомендательные письма и на чью поддержку рассчитывал, в том же марте был назначен епископом Сенигаллии и до октября 1626 года в Риме отсутствовал, и Пуссен некоторое время находился совершенно без денег. Считается, что вторая батальная картина — это «Битва израильтян с амаликитянами», которая находится в собрании Государственного Эрмитажа; за каждую из картин Пуссен получил всего по семь скуди.
Существует подготовительный рисунок к картине, находящийся в собрании музея Фицуильяма в Кембридже; этот рисунок ранее считался работой Джулио Романо. В Королевском собрании в Лондоне есть несколько батальных рисунков Пуссена. Они очень близки к иллюстрациям Пуссена к поэме Марино «Адонис» и выполнены в Париже. Высказывалось предположение, что Пуссен собирался написать серию полотен на темы ветхозаветных сражений. В качестве доказательства приводились картины из Эрмитажа и Пушкинского музея, а также «Битва Гедеона с медианитами» из Пинакотеки Ватикана, имеющая очень близкие размеры к картинам из Москвы и Санкт-Петербурга. Однако последняя картина предположительно написана не Пуссеном — многие исследователи сомневаются в его авторстве. Известна ещё одна батальная работа Пуссена, написанная немного позже (в 1626—1627 годах), «Взятие и разрушение императором Титом храма в Иерусалиме», она имеет значительно большие размеры (145,8 × 194 см) и находится в собрании музея Израиля в Иерусалиме.
Выдвигались версии что картины из Эрмитажа и Пушкинского музея относятся к более раннему парижскому периоду творчества художника, в частности, эту точку зрения озвучила В. Н. Вольская в 1946 году. Её в 1961 году поддержал Ж. Тюилье, который мотивировал это тем, что обе картины совершенно обособлены от работ Пуссена в Италии — например, в них не заметно ни малейшего влияния Караваджо, под воздействие работ которого Пуссен попал сразу после приезда в Рим. Он указывал, что Пуссен скорее всего основывался на гравюрах с рельефов римских саркофагов или фресок Лоджий Рафаэля, опубликованных в Париже в начале 1620-х годов. Однако в последующих публикациях он отказался от этих утверждений. Большинство других исследователей датирует обе картины 1624—1625 годами, в Пушкинском музее придерживаются этой датировки. Е. Б. Шарнова отмечает, что ряд фигур Пуссен заимствовал у других художников. В частности, фигура обнажённого воина слева имеет явное сходство с фигурой картины «Персей и Финей» Полидоро да Караваджо .
В 1685 году обе картины находились в парижском собрании маршала Франции герцога Анн-Жюля де Ноая и после его смерти были унаследованы его сыном Адрианом-Морисом. Неизвестно, когда именно картины покинули собрание герцогов де Ноай, но в любом случае это произошло ранее 1766 года, поскольку в этом году А.-М. де Ноай скончался и в посмертной описи его имущества картины уже не значились. К этому времени они находилась в Мюнхене в собрании Жозефа фон Дюфрена, коммерческого и финансового советника баварского курфюрста Максимилиана III Йозефа. В 1767 году собрание Дюфрена было выставлено на распродажу, которая после нескольких переносов и отсрочек состоялась в 1770 году в Амстердаме. Там они были куплены по заказу императрицы Екатерины II для Эрмитажа маршаном (торговцем картинами) П. Фуке за 2500 гульденов. В 1927 году картина была передана из Эрмитажа в новообразованный Государственный музей изобразительных искусств имени А. С. Пушкина.
Картина выставляется в Главном здании Пушкинского музея в зале 21.
- Н. Пуссен. «Битва израильтян с амаликитянами». Эрмитаж
- Н. Пуссен (?). «Битва Гедеона с медианитами». Ватиканская пинакотека